# Acmaeoderoides knulli
Acmaeoderoides knulli är en skalbaggsart som beskrevs av Nelson 1968. Acmaeoderoides knulli ingår i släktet Acmaeoderoides och familjen praktbaggar. Inga underarter finns listade i Catalogue of Life.